# Waterboot

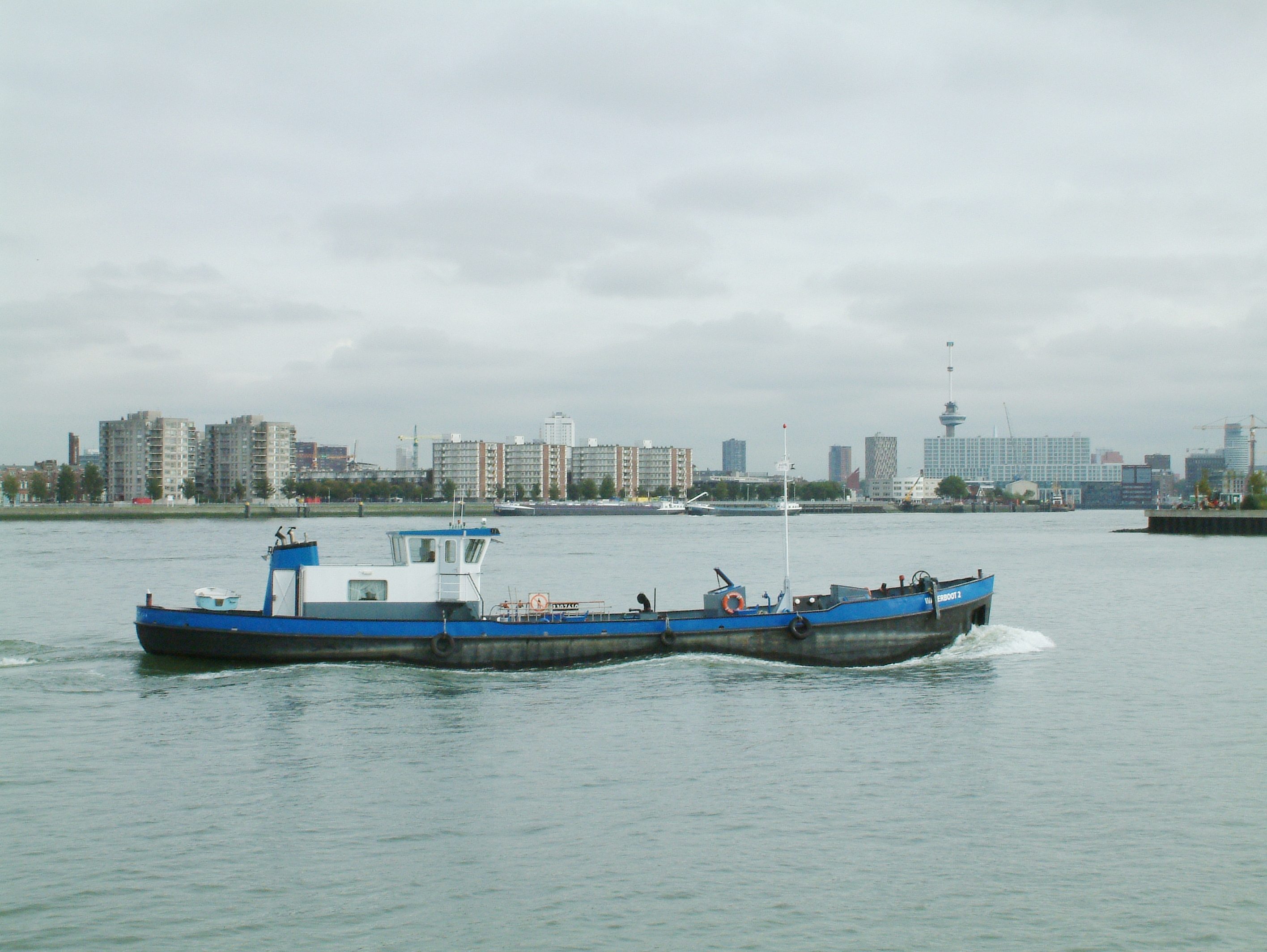
De Waterboot 2 in de invaart van de Waalhaven te Rotterdam

Een waterboot is een schip dat wordt gebruikt voor het leveren van water aan zee- en binnenschepen. Het is vrijwel altijd een binnenschip, een tanker. Het gaat daarbij niet alleen om drinkwater, maar ook om demiwater. Het water wordt uitgevent door in dit vervoer gespecialiseerde bedrijven.
Tegenwoordig is het eenvoudig om via de mobiele telefoon of het internet rechtstreeks zaken te doen met de waterboot. In vroeger tijden voeren de waterboten vaste routes door de havens om het water aan binnenschepen te leveren. Schepen die vers drinkwater wilden hebben waren kenbaar aan een witte vlag. Op oude foto's van verzamelde binnenschepen in de havens is ook vaak nog zo'n witte vlag te zien. Een waterklerk bestelde al voor het binnenlopen het drinkwater voor de zeeboten.
Zowel in Rotterdam als in Amsterdam wordt naast het regulier bevoorraden van schepen ook regelmatig een waterboot ingezet als leverancier van zeewater aan de dierentuinen. Deze hebben voor hun zee-aquariums behoefte aan zeewater van erg goede kwaliteit. Dat wordt ingekocht van bepaalde zeeschepen, die op verzoek van de dierentuin midden op de oceaan zeer hoogwaardig zeewater innemen in hun ballasttanks. Lege zeeschepen nemen toch al ballastwater in, ten behoeve van de stabiliteit.
In Antwerpen mogen passagiersschepen geen beroep doen op de waterboten voor het innemen van
drinkwater. Zij kunnen enkel drinkwater innemen aan een van de vaste waterleveringspunten aan de wal.
De Indonesische eilandjes Bunaken, Pulau Siladen en Manado Tua voor de kust van Noord-Sulawesi worden met een waterboot van water voorzien door de Waterleidingmaatschappij Drenthe. Het water wordt in de haven van de stad Manado ingenomen en gezuiverd met een mobiele zuiveringsinstallatie voor noodgevallen. Op de boot staan tanks met een totale inhoud van 15 m³. De waterboot vaart elke dag heen en weer om de reservoirs op de eilanden te vullen.